# Roderick MacKinnon
Roderick MacKinnon (født 19. februar 1956) er en amerikansk biofysiker og professor i Molecular Neurobiology and Biophysics på Rockefeller University. Han modtog nobelprisen i kemi i 2003 sammen med Peter Agre for sit arbejde med strukturen og funktion af ionkanaler.